# Hyla japonica
Hyla japonica är en groddjursart som beskrevs av Günther 1859. Hyla japonica ingår i släktet Hyla och familjen lövgrodor. Inga underarter finns listade i Catalogue of Life.
Honor är med en längd av 26 till 45 mm lite större än hannar som når en längd av 22 till 39 mm.
Utbredningsområdet ligger i Japan, på Koreahalvön, i östra Kina och i angränsande regioner av Ryssland. Hyla japonica lever i låglandet och i bergstrakter upp till 1200 meter över havet. Den vistas i skogar, savanner, buskskogar, stäppar och odlingsmark. Exemplaren vistas nära vattendrag eller andra vattenansamlingar. De vuxna djuren har insektslarver och full utvecklade insekter som föda. Grodynglen äter främst alger. Honan lägger äggen i maj eller juni och ungarna kläcks i juli. De avslutar metamorfosen i augusti.
Regionala bestånd kan påverkas av landskapsförändringar och vattenföroreningar. Flera individer drabbas av parasiten Oswaldocruzia bialata. Hela populationen är fortfarande stabil. IUCN kategoriserar arten globalt som livskraftig.